# Charlton Ehizuelen
Charlton Ehizuelen, né le 30 novembre 1953, est un athlète nigérian.

## Biographie
Charlton Ehizuelen est médaillé d'or du saut en longueur et du triple saut lors des Jeux africains de 1978 à Alger.